# شهرستان بلویارسکی (خانتی-مانسی)
شهرستان بلویارسکی (به لاتین: Beloyarsky District) یک شهرستان در روسیه است که در ناحیه خودگردان خانتی-مانسی واقع شده‌است.